# 華源村
22°39′17″N 121°00′07″E / 22.654757°N 121.002036°E
華源村，是臺灣臺東縣太麻里鄉所轄的9個村之一，地理位置位於台東縣太麻里鄉中心偏北位置，東臨太平洋，西背中央山脈。

## 社區現況
本村居民以務農為生,大都信仰道教、佛教、及真耶穌會。

## 交通

### 公路
- 台9線南迴公路

### 客運
- 東台灣客運